# Faudel
Faudel, pseudonimo di Faudel Belloua (in arabo فضيل بيلوى ‎?) (Mantes-la-Jolie, 6 giugno 1978), è un cantante di musica raï e un attore francese di origine algerina naturalizzato marocchino.
Ha avuto molto successo con canzoni come Tellement je t'aime (Ti amo tanto), Ne me quitte pas (Non mi lasciare) o Main dans la main (Mano nella mano). Ha recitato in numerosi film francesi come Le battement d'ailes du papillon (Il battito d'ali della farfalla) o Bab el Web.

## Biografia
Da ragazzo ha vissuto in un ambiente molto vicino alla musica. Infatti, sua nonna faceva parte di un gruppo femminile di musica tradizionale algerina che suonava durante matrimoni ed altre cerimonie. Quindi, nella sua adolescenza cantava successi di musica raï in discoteche della periferia parigina.
All'età di 13 anni, incontrò il chitarrista Mohamed Mestar chi si incaricò di aiutarlo nella sua carriera. Grazie a lui, il ragazzo ha potuto suonare nelle seconde parti di concerti di artisti importanti della scena parigina come il cantante di rap MC Solaar o Khaled, la grandissima star di musica raï.
In un certo senso Faudel è come se fosse il successore naturale di Khaled nella musica raï.
Nel 2011 Faudel ottiene la nazionalità marocchina per dahir reale e il 31 dicembre 2012 si esibisce con Haja Hlima al concerto di Capodanno al Mazagan Beach & Golf Resort, in Marocco.
Nel maggio del 2017, tramite il suo account Instagram, Faudel annuncia la prossima uscita di un nuovo album di venti canzoni, registrato in collaborazione con RedOne, incluso il singolo All Day, All Night,  presentato a giugno 2017. Il singolo All Day, All Night è stato distribuito il 26 aprile 2018.

## Discografia

### Album in studio
- 1998 - Baïda
- 2001 - Samra
- 2003 - Un Autre Soleil
- 2006 - Mundial Corrida
- 2009 - Radio Raï (rinominato Bled Memory nel 2010)
- 2011 - I Love You More

### Album live
- 1999 - 1,2,3 Soleils (con Rachid Taha e Khaled)

### Singoli
- 1997 - Tellement N'brick (Tellement je t'aime).
- 1999 - Dis moi….
- 1999 - Comme d'habitude.
- 1999 - Baïda.
- 2001 - Lila.
- 2001 - La main dans la main.
- 2003 - Je veux vivre.
- 2004 - Je n'ai que mon cœur.
- 2006 - Mon pays.
- 2007 - J'ai chaud.
- 2011 - Des enfants.
- 2017 - Rani (con Mohammed Assaf).
- 2018 - All Day, All Night (RedOne).